# Asino vola
Asino vola  è un film del 2015 diretto da Marcello Fonte e Paolo Tripodi.
Prodotto da Tempesta con Rai Cinema, il film è stato presentato in anteprima al Locarno Film Festival il 16 agosto 2015.

## Trama
Maurizio, minuto, scapestrato e pieno di energia fantastica, cresciuto nella più povera periferia di Reggio Calabria, un giorno scopre la musica.
Da quel giorno il sogno di Maurizio è uno solo: suonare il tamburo nella banda del quartiere. Tutti sono contro di lui, compresa la perfida gallina parlante, tranne Carmelino, il suo amico del cuore e Mosè, l'asino volante, che sanno che Maurizio non molla mai.